# Gare d'Oku
La gare d'Oku (尾久駅, Oku-eki) est une gare ferroviaire de la ville de Tokyo au Japon. Elle est située dans l'arrondissement de Kita. La gare est exploitée par la compagnie JR East.

## Situation ferroviaire
La gare d'Oku est située au point kilométrique (PK) 8,4 de la ligne principale Tōhoku.

## Histoire
La gare a été inaugurée le 20 juin 1929.

## Services aux voyageurs

### Accès et accueil
La gare dispose d'un bâtiment voyageurs, avec guichet, ouvert tous les jours.

### Desserte
- Ligne Takasaki :
  - voie 1 : direction Ueno (interconnexion avec la ligne Ueno-Tokyo pour Tokyo et Shinagawa)
  - voie 2 : direction Ōmiya et Takasaki

- Ligne Utsunomiya :
  - voie 1 : direction Ueno (interconnexion avec la ligne Ueno-Tokyo pour Tokyo et Shinagawa)
  - voie 2 : direction Ōmiya, Oyama et Utsunomiya